# Údolí Podbradeckého potoka
Údolí Podbradeckého potoka je název Evropsky významné lokality a přírodní památky nacházející se v přes šest kilometrů dlouhém potočním údolí na katastru obce Mšené-lázně v okrese Litoměřice v Ústeckém kraji. Tyto dvě chráněné oblasti se v podstatě překrývají, výměra EVL je 94,1 ha a přírodní památky 89,9 ha. Lokalita je chráněná z důvodu zastoupení velkého počtu přírodních biotopů chráněných evropskou směrnicí, především pak hercynských dubohabřin a širolistých suchých trávníků, s charakteristickým výskytem velkého množství ohrožených a chráněných druhů rostlin a živočichů. Území představuje jedno z nejlépe zachovaných v oblasti Dolnooharské tabule. Vegetace (převážně lesní), si zde zachovala svůj přirozený charakter, vzhledem k obtížné přístupnosti a tudíž k malému narušení antropogenními vlivy.

## Lokalita
Údolí Podbradeckého potoka se nachází mezi obcemi Vrbka a Podbradec, přibližně dva kilometry severozápadně od obce Mšené-lázně. Území leží v nadmořské výšce 180–279 metrů. Jedná se o hluboce zaříznuté údolí obklopující potok, směřující ve směru západ-východ, a je obklopeno zemědělskými oblastmi. Leží na rozhraní geomorfologických okrsků Perucké tabule a Lovosické kotliny v Dolnooharské tabuli. Chráněné území leží na pravém břehu Hvížďaleckého potoka, na jehož březích se směrem na východ nachází další chráněné území (Slatiniště u Vrbky).

## Historie
Přírodní památka byla vyhlášena Ústeckým krajem v roce 2012. Před tím nebylo území kromě pastvy nijak využíváno a vzhledem k jeho špatné dostupnosti byl zachován přírodní ráz. Okolní lesy ležící na rovině byly přetvořeny k zemědělským účelům.

## Přírodní poměry

### Geologie
Údolí se zařezává do podloží tvořeného převážné křídovými horninami a kvartérními sedimenty. Dno údolí leží na fluviálních a deluviálních sedimentech v nivě Podbradeckého potoka. Křídové horniny obsahují písčité slínovce a slínité prachovce jizerského a bělohorského souvrství (turon).

### Pedologie
Na daném území se jako hlavní půdní typy nachází pararendzina arenická a fluvizem modální.

### Flora

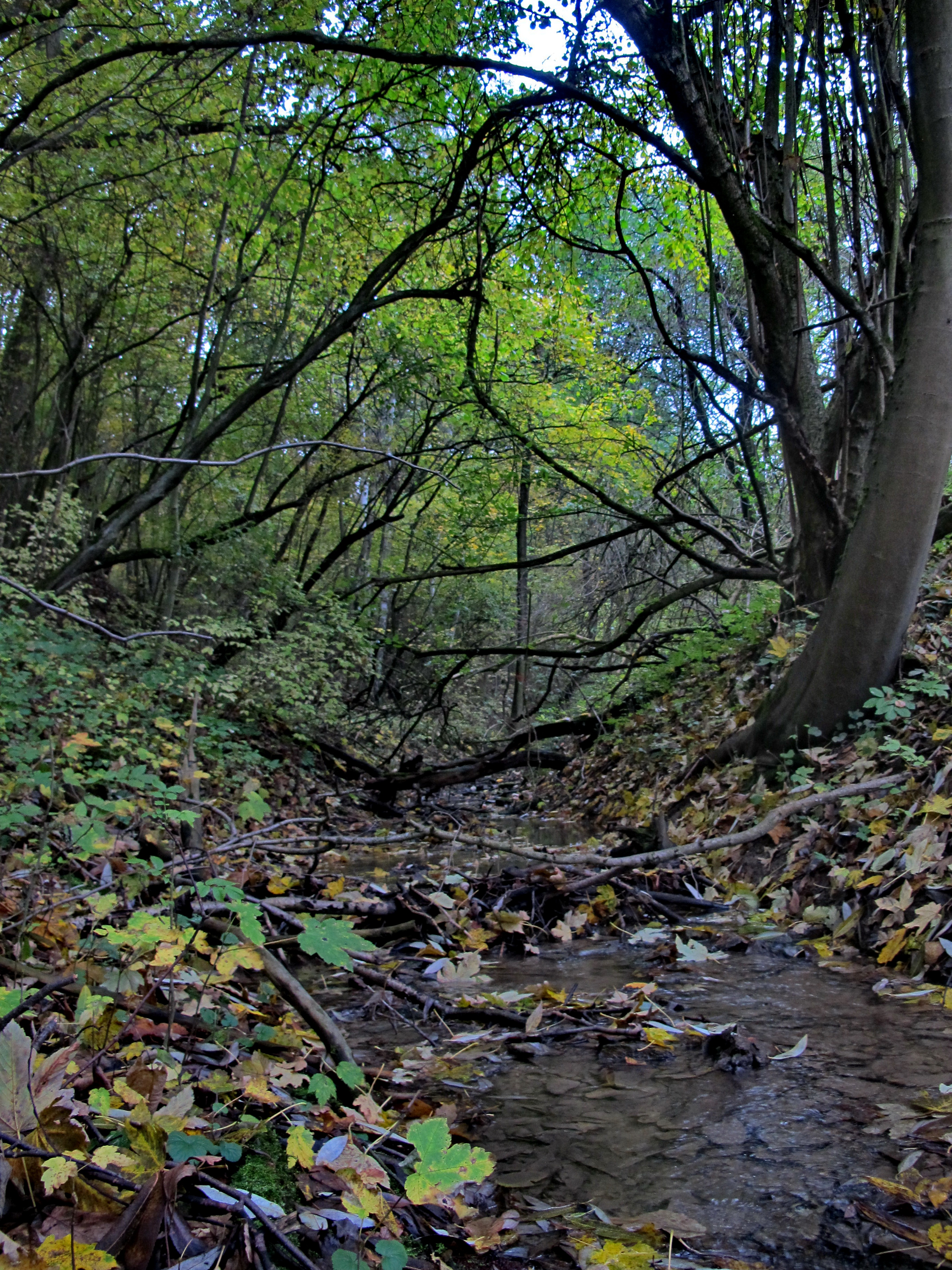

Dno údolí porůstá jasanovo olšový lužní les s poměrně hustým keřovým patrem. V dolních partiích svahů, na hlubších, úživných půdách, jsou společenstva dubohabrových hájů. Výše na svazích, na minerálně bohatých slínovcích a slínech, jsou společenstva teplomilných bazilních doubrav. Na svazích, které jsou prudší a kamenité, rostou společenstva suťových lesů. Místy se objevují otevřené xerotermní stráňky.
K druhové rozmanitosti tohoto území přispívají především zachovalá teplomilná lesní i nelesní stanoviště i střídání chemicky odlišných hornin v podloží.
Při botanickém průzkumu byla zjištěna velmi pestrá květena lesních i nelesních stanovišť. Průzkum potvrdil, že jde o jedno z nejlépe zachovaných údolí Dolnooharské tabule. Nalezeno bylo celkem 254 taxonů cévnatých rostlin, z nichž 41 druhů je zařazeno na Červený seznam cévnatých rostlin a dalších dvanáct druhů chráněno zákonem. Z ohrožených a chráněných druhů je tu možné pozorovat například oměj vlčí mor pravý (Aconitum lycoctonum), oměj pestrý (Aconitum variegatum), hvězdnici chlumní (Aster amellus), kozinec rakouský (Astragalus austriacus), kozinec vičencový (Astragalus onobrychis), zeměžluč spanilou (Centaurium pulchellum), lilii zlatohlávek (Lilium martagon), plamének přímý (Clematis recta), kamejka modronachová (Lithospermum purpurocaeruleum), oman srstnatý (Inula hirta), oman německý (Inula germanica), čistec německý (Stachys germanica), kruštík růžkatý (Epipactis muelleri), okrotici bílou (Cephalanthera damasonium), hladýš širolistý (Laserpitium latifolium), orlíček planý (Aquilegia vulgaris), prorostlík dlouholistý (Bupleurum longifolium) nebo vemeník dvoulistý (Platanthera bifolia).
Dále je to například:
Chrpa chlumní (Centaurea triumfettii), čičorka pochvatá (Coronilla vaginalis), prstnatec pleťový (Dactylorhiza incarnata), třemdava bílá (Dictamnus albus), bledule jarní (Leucojum vernum), len tenkolistý (Linum tenuifolium), ladoňka vídeňská (Scilla vindobonensis), řebříček štětinolistý (Achillea setacea), bělozářka větevnatá (Anthericum ramosum), prorostlík dlouholistý pravý (Bupleurum longifolium subsp. longifolium), ostřice Michellova (Carex michelii), skalník celokrajný (Cotoneaster integerrimus), kostřava walliská (Festuca valesiaca), hladýš širolistý (Laserpitium latifolium), kamejka modronachová (Lithospermum purpurocaeruleum), strdivka sedmihradská (Melica transsilvanica), smldník alsaský (Peucedanum alsaticum), prvosenka vyšší (Primula veris), kozlík dvoudomý (Valeriana dioica), kamejka lékařská (Lithospermum officinale), hořec brvitý (Gentianopsis ciliata), koniklec luční český (Pulsatilla pratensis subsp. bohemica) (naposledy před 10 lety), bradáček vejčitý (Listera ovata), strdivka zbarvená (Melica picta), šejdračka bahenní (Zannichellia palustris), modřenec tenkokvětý (Muscari tenuiflorum), lýkovec jedovatý (Daphne mezereum), kavyl vláskovitý (Stipa capillata), rozrazil klasnatý (Pseudolysimachion spicatum), kokrhel luštinec (Rhinanthus alectorolophus), slézovec durynský (Lavatera thuringiaca), sesel fenyklový (Seseli hippomarathrum), sesel roční (Seseli annuum), černohlávek velkokvětý (Prunella grandiflora), mochna bílá (Potentilla alba), ledenec přímořský (Tetragonolobus maritimus), hlaváč fialový (Scabiosa columbaria), pcháč bělohlavý (Cirsium eriophorum).

### Mykologie

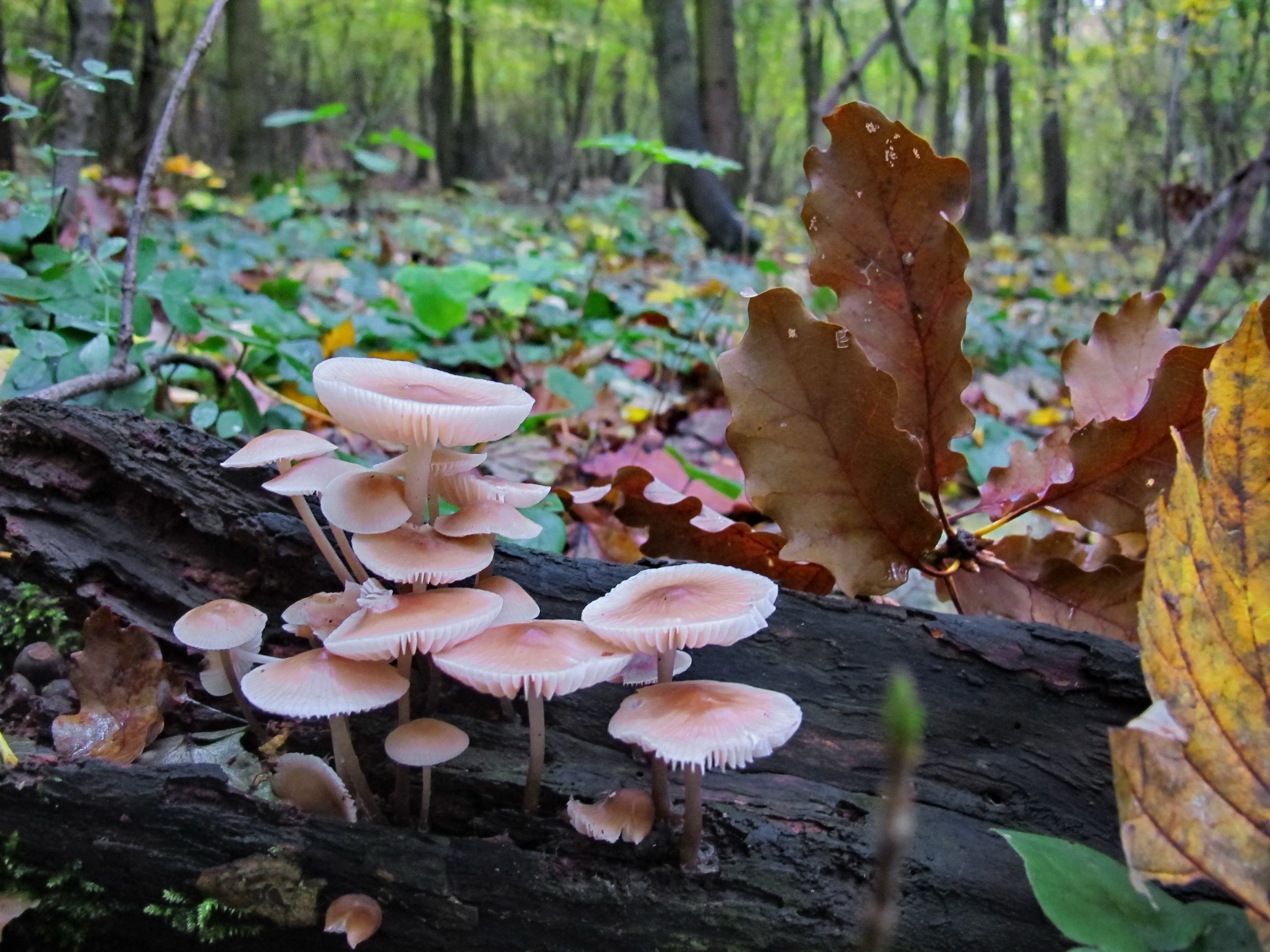

V oblasti se nachází i poměrně bohaté zastoupení hub. V roce 2010 bylo na území zaznamenáno 163 taxonů. Nejvyšší zastoupení měly ektomykorhyzní houby (43 %), dále Saprofytní houby (31 %) a lignikolní druhy (25 %). V EVL byly zaznamenány dva zvláště chráněné druhy: pavučinec nancyský (silně ohrožený) a holubinka olšová (ohrožená).

### Fauna
Velmi bohatá je zdejší fauna bezobratlých a to zejména hmyz. Na dané lokalitě bylo nalezeno celkem 624 taxonů. Mezi nejzajímavější nálezy patří z motýlů, např. přástevník kostivalový (Euplagia quadripunctaria), přástevník mařinkový (Watsonarctia casta), otakárek ovocný (Iphiclides podalirius) či kropenatec čičorkový (Tephrina arenacearia). Z brouků je to chrobák ozbrojený (Odontaeus armiger), krasec třešňový (Antahxia candens), tesařík Stenocorus meridianus nebo střevlíček Agonum lugens.
Lokalita je zajímavá např. výskytem obojživelníků. V menších vodních plochách v severovýchodní části území žijí: ropucha obecná (Bufo bufo), skokan hnědý (Rana temporaria), skokan skřehotavý (Rana ridibunda), čolek obecný (Triturus vulgaris) a čolek velký (Triturus cristatus).
Problematické je přemnožení černé zvěře, která rozrývá především doubravy, což má za následek ruderalizaci a šíření Třtiny křovištní ve světlých lesních porostech.

## Ochrana přírody

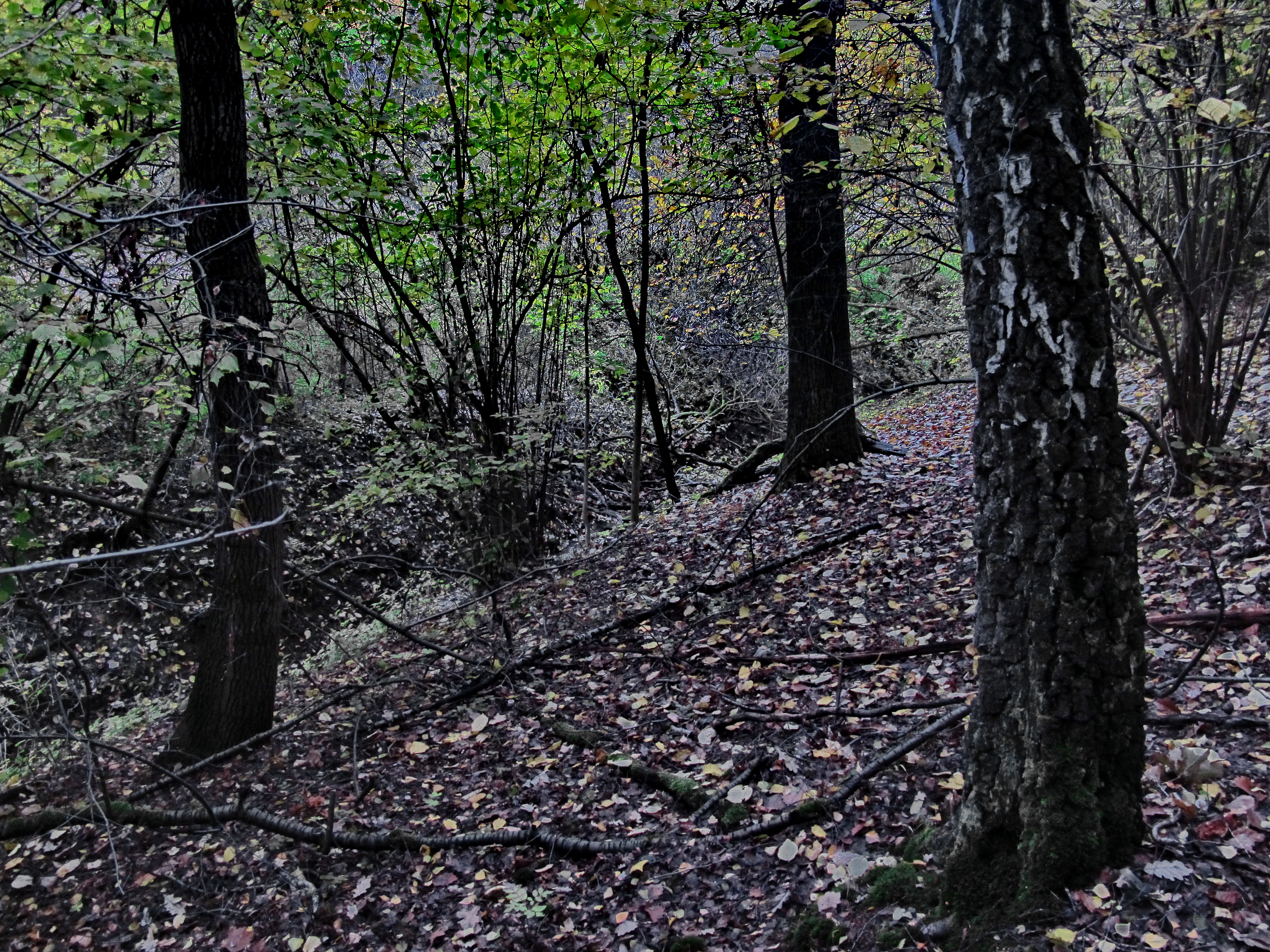

Území je v současnosti chráněno jako EVL a PP. V údolí se zachovaly poměrně rozsáhlé, převážně lesní biotopy, které evropská legislativa řadí mezi prioritní ve smyslu jejich ochrany. Vyskytuje se zde také velké množství vzácných rostlin a živočichů (převážně bezobratlých). Ochrana zdejšího území zahrnuje následující přírodní stanoviště: polopřirozené suché trávníky a facie křovin na vápnitých podložích (Festuco Brometalia), úzkolisté suché trávníky – porosty bez význačného výskytu vstavačovitých, širokolisté suché trávníky bez význačného výskytu vstavačovitých a bez jalovce obecného (Juniperus communis), dubohabřiny asociace Galio-Carpinetum, Hercynské dubohabřiny, lesy svazu Tilio-Acerion na svazích, sutích a v roklích, suťové lesy, panonské šípákové doubravy, perialpidské bazifilní teplomilné doubravy, eurosibiřské stepní doubravy a středoevropské bazifilní teplomilné doubravy. Celá oblast Údolí Podbradského potoka se vyznačuje vysokým počtem vzácných druhů rostlin, živočichů a hub.

## Lidská činnost

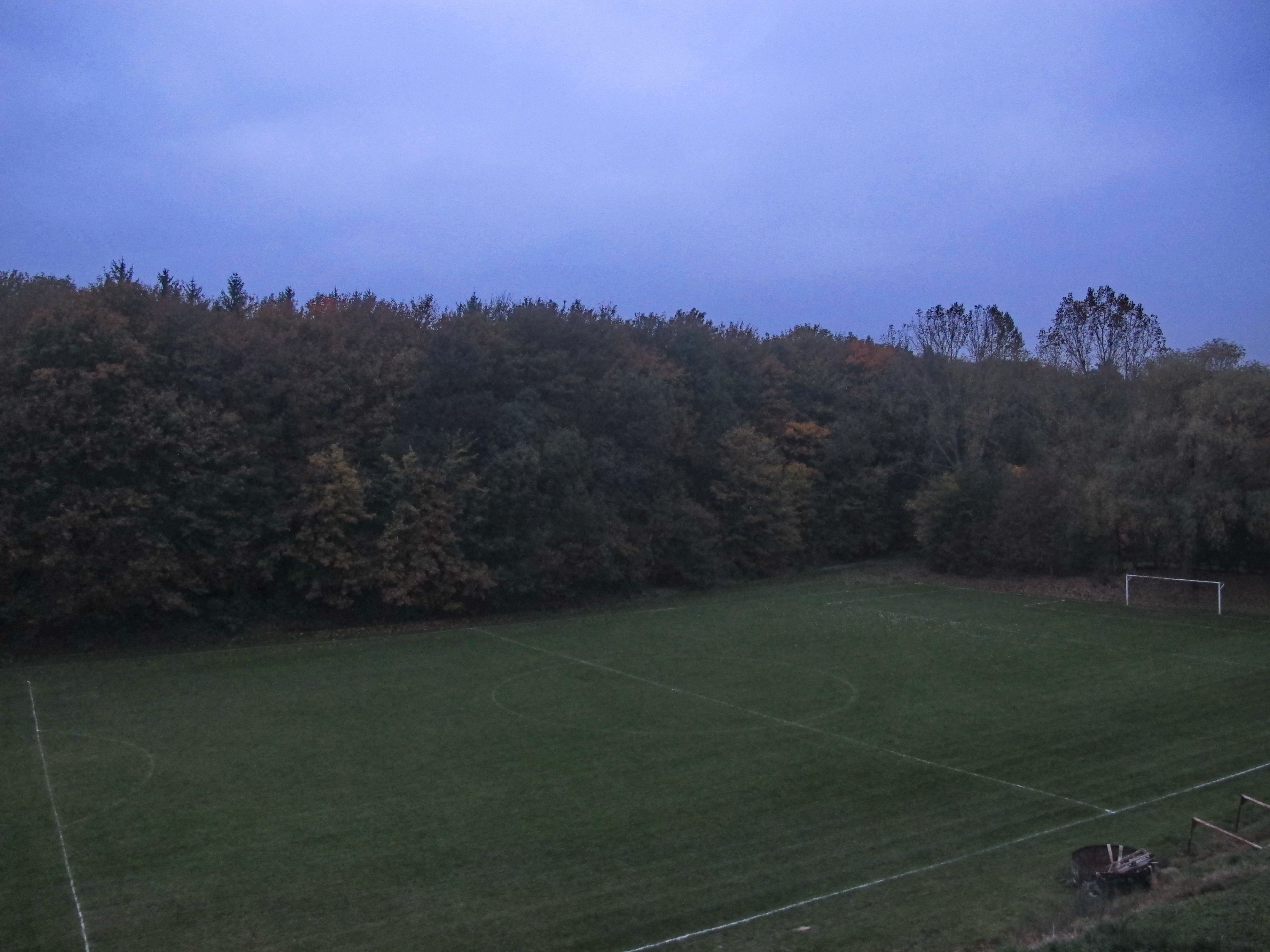
Údolí Podbradeckého potoka v kontrastu s fotbalovým hřištěm TJ Podbradec v popředí

Na rozdíl od okolních oblastí jsou v lokalitě překvapivě dobře zachované lesy, ovlivněné pouze dřívějším výmladkováním a lesní pastvou. Pouze ve východní části území objevujeme porosty stanovištně nevhodných dřevin, zejména borovice lesní, černé, smrku a modřínu. V okolí postupné odlesňování započaté již v době kamenné nejvíce zasáhlo roviny a mírné svahy. Nejvíce devastující vliv na okolní lesní systémy měla výsadba nevhodných monokultur, především jehličnanů.[zdroj⁠?!]
Travnaté svahy ve východní části lokality, byly původně využívány především k pastvě, která nebyla vždy přínosná, jak se často uvádí. Majitelé stád ve snaze maximalizovat svůj zisk tyto pastviny přetěžovali, což vedlo k jejich degradaci. Stráně, využívané v minulosti k pastvě, nejsou v současné době využívány a na tato stanoviště expandují náletové dřeviny, křoviny a šíří se zde konkurenčně zdatné byliny (třtina křovištní). Oblast je také součástí honitby. V lesích jsou porůznu rozmístěna zařízení na přikrmování zvěře a na krajích lesa je instalováno několik posedů. V současné době (k r. 2016) byla na území pozorována pouze jedna černá skládka a přes území občas projíždí zemědělská technika. Přes území také vede nepříliš využívaná, značená turistická trasa.
Lokalita slatiniště Pod Mšenským hájem v severovýchodní části území je aktuálně ohrožena těžbou slatinného humolitu pro lázeňské využití.